# Recilia oryzae
Recilia oryzae är en insektsart som beskrevs av Matsumura 1902. Recilia oryzae ingår i släktet Recilia och familjen dvärgstritar. Inga underarter finns listade i Catalogue of Life.